# Тихе (Покровська селищна громада)
Ти́хе — село в Україні, в Синельниківському районі Дніпропетровської області. Входить до складу Покровської селищної громади. Населення становить 125 осіб.

## Географія
Село Тихе знаходиться на лівому березі річки Вовча, вище за течією на відстані 2,5 км розташоване село Вовче, на протилежному березі — село Коломійці. На східній околиці села Балка Ляшева впадає у річку Вовчу.

## Історія
Виникло з хутора Тихого. Назва свідчить, що поселення знаходиться в затишному місці, віддалік від промислових об'єктів, гомінких трас тощо.
До 2016 року орган місцевого самоврядування — Олександрівська сільська рада.
12 червня 2020 року, відповідно до розпорядження Кабінету Міністрів України № 709-р від «Про визначення адміністративних центрів та затвердження територій територіальних громад Дніпропетровської області», увійшло до складу Покровської селищної громади.
19 липня 2020 року, в результаті адміністративно-територіальної реформи і ліквідації Покровського району, село увійшло до складу новоутвореного Синельниківського району.

## Економіка
- Молочно-товарна ферма.